# 장유고등학교
장유고등학교(長有高等學校)는 대한민국 경상남도 김해시 부곡동에 있는 공립 고등학교이다.

## 학교 연혁
- 2001년 1월 4일 : 장유고등학교 학교 설립 인가(10학급)
- 2001년 3월 1일 : 초대 하점부 교장 취임
- 2001년 3월 9일 : 개교 및 입학식
- 2001년 8월 16일 : 교사 준공
- 2002년 6월 11일 : 우정관 준공
- 2004년 2월 13일 : 제1회 졸업식(11학급 371명)
- 2011년 4월 6일 : 사교육절감형 창의경영학교 지정
- 2011년 11월 14일 : 1차 자율학교 지정
- 2014년 11월 13일 : 2차 자율학교 지정
- 2021년 9월 1일 : 제12대 이종민 교장 취임
- 2023년 2월 8일 : 제20회 졸업식(11학급 354명, 누계 7,812명)
- 2023년 3월 2일 : 제23회 입학식(12학급 391명)

## 참고 자료
- 장유고등학교 - 한국교육학술정보원 학교알리미